# Navarone
Navarone è un videogame firmato Namco del 1980 in cui il giocatore, comandando una nave deve centrare e distruggere il boss che si trova al centro del livello.
Il nome fa riferimento al celebre film I cannoni di Navarone.

## Schema del gioco
Nel videogame, il giocatore alla guida di una nave deve colpire il boss al centro della scena rappresentato da un teschio bendato, evitando nello stesso tempo i colpi di cannone sparati dai carrarmati che si trovano sull'isola. Il compito è apparentemente facile, ma risulta parecchio ostico specie nei livelli più avanzati: il boss è infatti circondato da un muro impenetrabile. L'unica via per colpirlo è quella di spazzare via il campo da eventuali intralci (i puntini bianchi) aiutandosi con i barili di esplosivo (i cerchiolini bianchi), e andare a caccia dell'apertura che si apre soltanto su un lato che, come è ovvio pensare, tende a "scappare" nella direzione opposta alla vostra.